# Masters of the Air
Masters of the Air (em br/pt: Mestres do Ar) é uma minissérie dramática de televisão via streaming norte-americana, criada por John Shiban e John Orloff para Apple TV+. É baseado no livro de 2007 Masters of the Air: America's Bomber Boys Who Founght the Air War Against Nazi Germany, de Donald L. Miller, e segue as ações do 100º Grupo de Bombardeios, uma unidade de bombardeiros de modelo Boeing B-17 Flying Fortress, da Oitava Força Aérea que operava no leste da Inglaterra durante a Segunda Guerra Mundial. A minissérie sucede Band of Brothers (2001) e The Pacific (2010). É a primeira minissérie a ser produzida pela Apple Studios em cooperação com a Playtone e a Amblin Television.
As filmagens começaram na Inglaterra em 2021, mas foram adiadas diversas vezes devido aos efeitos da pandemia de COVID-19. Masters of the Air estreou em 26 de janeiro de 2024.

## Elenco e personagens

### Principal
- Austin Butler como Major Gale "Buck" Cleven [1]
- Callum Turner como Major John "Bucky" Egan [1]
- Anthony Boyle como Tenente Harry Crosby
- Barry Keoghan como Tenente Curtis Biddick
- Nikolai Kinski como Coronel Harold Huglin
- Stephen Campbell Moore como Major Marvin "Red" Bowman
- Sawyer Spielberg como Tenente Roy Frank Claytor
- Isabel May como Marjorie "Marge" Spencer
- James Murray como Coronel Neil “Chick” Harding
- Nate Mann como Major Robert "Rosie" Rosenthal
- Laurie Davidson como Tenente Herbert Nash
- Joanna Kulig como Paulina
- Louis Hofmann como Tenente Ulrich Haussmann, um interrogador alemão
- Jamie Parker como Dr. Huston
- Bel Powley como Alexandra "Sandra" Wingate
- Sam Hazeldine como Coronel Albert Clark
- Josiah Cross como Tenente Richard D. Macon
- Branden Cook como Tenente Alexander Jefferson
- Ncuti Gatwa como Tenente Robert Daniels
- Jerry MacKinnon como Coronel Benjamin O. Davis
- Josh Dylan como Tenente George Niethammer

### Recorrente
- David Shields como Major Everett Blakely
- Matt Gavan como Tenente Charles Cruikshank
- Bailey Brook como Sargento Charles K. Bailey
- Kai Alexander como Sargento William Quinn
- Ben Radcliffe como Capitão John D. Brady
- Adam Long como Capitão Bernard DeMarco
- Darragh Cowley como Tenente Glenn Graham
- Jonas Moore como Capitão Frank Murphy
- Elliot Warren como Tenente James Douglass
- Jordan Coulson como Tenente Howard Hamilton
- Louis Greatorex como Capitão Joseph "Bubbles" Payne
- Nathen Solly como Tenente John Hoerr
- Raff Law como Sargento Ken Lemmons
- Samuel Jordan como Sargento John J. "Winks" Herrmann
- James Frecheville como Major Bill Veal
- Thomas Flynn como Barr
- Tom Joyner como Capitão "Stormy" Becker
- John Hopkins como Dr. Wendell "Smokey" Stover
- Edward Ashley como Major Jack Kidd
- Harry Ames como Capitão August H. Gaspar
- Spike White como Tenente Charles A. Via
- Josh Bolt como Tenente Winifred "Pappy" Lewis
- Dean John-Wilson como Tenente Clifford Milburn
- Ian Dunnett Jnr como Tenente Ron Bailey
- Riley Neldam como Sargento Michael V. Boccuzzi
- Jonathan Halliwell como Sargento William J. DeBlasio
- Darragh Cowley como Tenente Glenn Graham

### Convidados
100º Grupo de Bombardeios
- James Meunier como Tenente Kenneth Lorch
- George Smale como Tenente Raymond Nutting
- Oaklee Pendergast como Sargento William Hinton
- Kieron Moore como Sargento Clifford Starkey
- Thomas Perry como Sargento Harold E. Clanton
- Daniel Briggs como Sargento William Crabb
- Dean Ridge como oficial de voo Richard L. Snyder
- Sonny Ashbourne Serkis como Tenente James Evans
- Charlie Rix como Tenente Glen Van Noy
- Jojo Macari como Capitão Oran Petrich
- George Webster como Tenente Glenn W. Dye
- Lino Facioli como Tenente Adams
- Freddy Carter como Tenente David Friedkin
- Ben Spong como Major Ollie Turner
- Fionn O'Shea como Sargento Steve Bosser
- Nitai Levi como Sargento Paul A. Vrabec, Jr.
- Jon Ewart como Tenente William Couch
- Max Hastings como Tenente Kenneth Allen
- Neil Pendleton como Sargento William Stewart
- Elliott Ross como Tenente Donald Strout
- Louis Sparks como Sargento Lester Saunders
- Alex Boxall como Sargento Monroe Thornton
- Luke Coughlan como Sargento James M. Johnson
- Phillip Lewitski como Tenente Francis Harper
- Francesco Piacentini-Smith como Sargento Ray H. Robinson
- Adam Silver como Tenente David Solomon
- Dimitri Leonidas como Sargento George J. Petrohelos
- Elan Butler como Tenente Robert Shoens
- Corin Silva como Tenente-Coronel John Bennett
- Christopher Lakewood como Coronel Thomas Jeffery

Aviadores Tuskegee
- Tomisin Ajani como Capitão Erwin B. Lawrence
- Darryl Mundoma como Tenente Charles M. Bussey
- Francis Lovehall como Capitão Wendell O. Pruitt
- Kwame Agyei como Tenente Joseph Evans Gordon
- Rahshan Wall como Tenente Frederick D. Funderburg
- Jonathan Jules como Tenente Shelby F. Westbrook
- Bradley Banton como Tenente Lee "Buddy" Archer

Outros
- Nancy Farino como Lil, uma garçonete de um pub frequentado pelos aviadores
- Tommy Jessop como Tommy, um residente local com quem John "Bucky" Egan faz amizade
- Toby Eden como Billy Taylor, um menino que mora perto do campo de aviação, cuidado por Ken Lemmons
- Alfie Tempest como Sammy Hurley, um menino que mora perto do campo de aviação, cuidado por Ken Lemmons
- Harriet Leitch como Tatty Spaatz, uma voluntária da Cruz Vermelha Americana
- Emma Canning como Helen, uma voluntária da Cruz Vermelha Americana que faz uma conexão com o Tenente Nash
- Ben Segers como Vincent, um combatente da resistência belga que ajuda Quinn e Bailey no retorno à Inglaterra
- Vincent Londez como Jean Achten, um combatente da resistência belga que ajuda Quinn e Bailey no retorno à Inglaterra
- Barney White como Bob, um espião alemão que tenta se misturar com Quinn e Bailey
- Bronwyn James como Susie, uma participante da celebração do Tenente Dye
- Lauren McQueen como Rose, uma participante da celebração do Tenente Dye
- David Austin-Barnes como Stuart O'Neill, um prisioneiro de guerra americano em Stalag Luft III
- Robert Hands como Major Gustav Simoleit, vice-comandante do Stalag Luft III
- Saro Emirze como Hanns Scharff, um interrogador alemão da Luftwaffe

## Produção
Em outubro de 2012, houve relatos de uma terceira minissérie da Segunda Guerra Mundial no mesmo estilo de Band of Brothers e The Pacific, mas com foco nas tripulações das Forças Aéreas do Exército dos Estados Unidos da Oitava Força Aérea que estava sendo considerada por Tom Hanks e Steven Spielberg. Em janeiro de 2013, a HBO confirmou que estava desenvolvendo a minissérie, baseada no livro Masters of the Air: America's Bomber Boys Who Fought the Air War Against Nazi Germany, de Donald L. Miller, a ser adaptada por John Orloff. A série se concentraria no 100º Grupo de Bombardeio da Oitava Força Aérea.
Em outubro de 2019, foi relatado que a Apple havia feito um acordo com as respectivas produtoras de Spielberg e Hanks para transmitir a série exclusivamente na Apple TV+ em vez da HBO. Em comunicado, a HBO confirmou posteriormente que havia decidido não prosseguir com a série. O The Hollywood Reporter disse que consistiria em nove episódios a um custo total de US$ 250 milhões.  A minissérie é a primeira produção da Apple TV+ a ser feita pela produtora interna da empresa de tecnologia, Apple Studios.
Em outubro de 2020, Cary Joji Fukunaga foi anunciado como diretor dos três primeiros episódios. Em fevereiro de 2021, Austin Butler e Callum Turner foram escalados para estrelar.  Anthony Boyle e Nate Mann se juntaram ao elenco em março,  com Raff Law, James Murray e Tommy Jessop adicionados em abril.    Freddy Carter revelou seu elenco em uma entrevista em maio, enquanto as fotos do set revelaram que Barry Keoghan também foi escalado. Em junho, Dee Rees foi anunciada como diretora de episódios da série. Em julho, Anna Boden e Ryan Fleck também foram anunciados como diretores dos episódios. Colleen Atwood atuou como figurinista.
Em fevereiro de 2021, foi relatado que a produção havia começado em Dalton Barracks (o antigo campo de aviação RAF Abingdon da Segunda Guerra Mundial) em Oxfordshire, Inglaterra. A permissão de planejamento retrospectiva temporária de 12 meses foi solicitada em Newland Park, Chalfont St Peter, após a construção de um quartel da Segunda Guerra Mundial no local.  As filmagens foram interrompidas brevemente em julho devido a testes positivos de COVID-19.  A produção também ocorreu em Hemel Hempstead.  A minisérie usou a produção virtual de Lux Machina para cenas de cockpit.  

## Episódios
| N.º na temp. | Título                                               | Dirigido por            | Escrito por | Lançamento              |
| --- | ---------------------------------------------------- | ----------------------- | --- | ----------------------- |
| 1 | "Part One" "Primeira Parte" (BR) "Parte Um" (PT)     | Cary Joji Fukunaga      | História de: John Orloff Roteirização: John Shiban e John Orloff                                                               | 26 de janeiro de 2024   |
| Na primavera de 1943, os majores da USAAF Gale Cleven e John Egan, do 100º Grupo de Bombardeio, deslocam-se para a Inglaterra para se juntarem ao esforço de guerra aliado contra a Alemanha nazista. Em junho, o 100º, composto por quatro esquadrões de B-17 da base da RAF Thorpe Abbotts, é enviado em uma missão de bombardeio diurno para destruir alvos militares em Bremen, Alemanha. Apesar do uso da mira avançada Norden, os bombardeiros não conseguem confirmar os alvos devido à forte cobertura de nuvens e a missão é abortada. O 100º é forçado a voar através de forte fogo antiaéreo e é então atacado por pilotos de caça da Luftwaffe. A missão fracassada resulta na perda de três B-17 e trinta homens, enquanto o 100º comandante, coronel Harold Huglin, é destituído do comando devido uma doença. |                                                      |                         | |                         |
| 2 | "Part Two" "Segunda Parte" (BR) "Parte Dois" (PT)    | Cary Joji Fukunaga      | John Orloff | 26 de janeiro de 2024   |
| O 100º enfrenta suas primeiras perdas em combate. Num pub, membros da RAF desafiam a tática americana de ataques diurnos; Sentindo-se desrespeitado, o tenente Curtis Biddick derrota um piloto britânico em uma luta de boxe sem luvas. Quando o major Marvin Bowman fica incapacitado por doença, o major Cleven é encarregado de liderar o 100º em sua segunda missão: bombardear cercos de submarinos alemães na Noruega. O tenente Harry Crosby, apesar do enjôo, navega com sucesso na missão. O B-17 do tenente Biddick está danificado; os outros planos reduzem a velocidade no ar para ficar com o de Biddick, que faz um pouso controlado sem potência na Escócia. |                                                      |                         | |                         |
| 3 | "Part Three" "Terceira Parte" (BR) "Parte Três" (PT) | Cary Joji Fukunaga      | John Orloff | 2 de fevereiro de 2024  |
| Em agosto de 1943, o 100º participou da missão Schweinfurt-Regensburg para destruir fábricas de aeronaves nas profundezas da Alemanha antes de viajar para o Norte da África. O tenente Biddick e seu co-piloto morrem durante um pouso de emergência em uma floresta. O sargento Quinn salta de pára-quedas em segurança depois que seu B-17 é destruído; ele pousa na Bélgica e é recebido por membros da resistência em uma linha de fuga. Major Egan e Cleven chegam à África junto com os membros sobreviventes do 100º. |                                                      |                         | |                         |
| 4 | "Part Four" "Quarta Parte" (BR) "Parte Quatro" (PT)  | Cary Joji Fukunaga      | John Orloff | 9 de fevereiro de 2024  |
| Em outubro de 1943, chegam novas tripulações de B-17, incluindo o tenente Robert Rosenthal. O 100º bombardeia Bremen mais uma vez. Sentindo os efeitos da exaustão do combate, o major Egan é enviado de licença para Londres, onde passa uma noite com uma viúva de guerra polonesa. Ao saber que o major Cleven não voltou de Bremen, Egan volta ao serviço mais cedo. Enquanto isso, o sargento Quinn é guiado por contrabandistas da resistência belga. Ele também conhece dois outros aviadores americanos, incluindo Bob, que é morto após ser exposto como um infiltrado alemão. Quinn e os outros chegam de trem à Paris ocupada pelos alemães a caminho da Espanha. |                                                      |                         | |                         |
| 5 | "Part Five" "Quinta Parte" (BR) "Parte Cinco" (PT)   | Anna Boden & Ryan Fleck | John Orloff | 16 de fevereiro de 2026 |
| O 100º retorna da missão Bremen após sofrer pesadas baixas. O tenente Crosby substitui o capitão Payne como navegador principal e é promovido. O major Egan lidera outro bombardeio em Münster poucos dias após a missão em Bremen. A missão termina desastrosamente para o 100º, depois que eles são interceptados por enxames de caças. Todos, exceto um B-17, pilotado pelo tenente Rosenthal, são abatidos. Depois de rodopear no ar em seu avião danificado, o major Egan salta de pára-quedas sozinho na zona rural alemã da Vestfália. |                                                      |                         | |                         |
| 6 | "Part Six" "Sexta Parte" (BR) "Parte Seis" (PT)      | Anna Boden & Ryan Fleck | John Orloff | 23 de fevereiro de 2024 |
| O major Egan é feito prisioneiro e quase morre depois que ele e outros pilotos abatidos são atacados por civis alemães enfurecidos em Rüsselsheim após um bombardeio. Ele é levado até Dulag Luft para interrogatório antes de ser transferido para Stalag Luft III. Lá, ele conhece outros camaradas do 100º, incluindo Cleven. O tenente Rosenthal e sua tripulação são enviados para uma propriedade rural para relaxamento e aconselhamento, ao qual Rosenthal resiste. O capitão Crosby participa de uma conferência na Universidade de Oxford, onde conhece uma oficial britânica da ATS com quem ele se relaciona antes que ela seja chamada inesperadamente. |                                                      |                         | |                         |
| 7 | "Part Seven" "Sétima Parte" (BR) "Parte Sete" (PT)   | Dee Rees                | John Orloff | 1 de março de 2024      |
| Em março de 1944, o 100º perde quinze B-17 e cinquenta homens durante uma missão sobre Berlim. Seu próximo ataque é mais bem-sucedido quando os bombardeiros são guardados por esquadrões de caças P-51 Mustang. Eles ficam chateados ao saber que o número de missões necessárias para que uma tripulação seja dispensada está aumentando para vinte e oito. O capitão Rosenthal completa sua vigésima quinta missão, mas decide realistar-se. Ele descobre que o general Doolittle está planejando usar as tripulações dos B-17 como isca para atrair a Luftwaffe ao céu para enfrentar os P-51; Rosenthal é colocado no comando do 350º. O capitão Crosby começa um caso com a oficial da ATS Wesgate. O sargento Quinn retorna à base e é dispensado de outras missões devido ao seu conhecimento das linhas de fuga. Em Stalag Luft III, o major Cleven e outros prisioneiros de guerra constroem um rádio de galena para sintonizar as notícias da BBC. Um grande grupo de prisioneiros britânicos escapa; Cleven, Egan e os outros oficiais americanos são ameaçados de que o campo será entregue às SS e à Gestapo se houver novas tentativas de fuga. |                                                      |                         | |                         |
| 8 | "Part Eight" "Oitava Parte" (BR) "Parte Oito" (PT)   | Dee Rees                | Roteirização: John Orloff, Joel Anderson Thompson e Dee Rees História de: John Orloff, Joel Anderson Thompson e Morwenna Banks | 8 de março de 2024      |
| Em junho de 1944, o capitão Crosby conduz o planejamento operacional para duzentas missões de bombardeio contra posições da Wehrmacht na França, em preparação para a Operação Overlord. Trabalhando três dias seguidos, ele desmaia e dorme durante o Dia D. Praticamente não há resistência da Luftwaffe. Durante a Operação Dragão, os aviadores Tuskegee do 99º Esquadrão de Caça são abatidos atacando posições alemãs na Côte d'Azu; Os segundos-tenentes Richard Macon, Robert Daniels e Alexander Jefferson são transferidos para Stalag Luft III, agora sob o controle da SS. Eles são convidados por Cleven para se juntarem aos preparativos para uma possível fuga, agora que o Exército Vermelho se aproxima. |                                                      |                         | |                         |
| 9 | "Part Nine" "Nona Parte" (BR) "Parte Nove" (PT)      | Tim Van Patten          | Roteirização: John Orloff & Joel Anderson Thompson História de: John Orloff                                                    | 15 de março de 2024     |
| Em fevereiro de 1945, o avião do major Rosenthal é abatido sobre Berlim; ele salta de pára-quedas na terra de ninguém e é resgatado pelo Exército Vermelho. Os alemães evacuam Stalag Luft III, forçando os prisioneiros a marchar em condições congelantes; eles são levados de trem para Nuremberg antes de serem internados no Stalag XIII. Quando são novamente forçados a marchar, os majores Cleven e Egan tentam escapar, mas apenas Cleven consegue. Cleven sobrevive a um ataque de crianças da Volkssturm antes de encontrar os Unidades do Exército dos EUA. Egan e os outros prisioneiros são levados para Stalag VII e libertados logo depois. Em Poznań, o major Rosenthal entra no Fort VII e testemunha o horror do Holocausto. Os majores Cleven, Egan, Rosenthal e Crosby se reúnem em Thorpe Abbott; eles participam das Operações Manna e Chowhound para fornecer alimentos à população holandesa atingida pelo Hongerwinter. Após a rendição alemã, o 100º volta para casa. A minissérie termina com uma montagem explicando a vida futura de seus personagens centrais.                                                                  |                                                      |                         | |                         |

## Recepção
No site agregador de críticas Rotten Tomatoes, 83% das 69 resenhas dos críticos são positivas, com uma classificação média de 8.0/10. O consenso do site diz: "Voando alto com seu design de produção imaculado e personagens extremamente bem observados, Masters of the Air pode ficar orgulhoso ao lado de suas séries irmãs Band of Brothers e The Pacific." Metacritic atribuiu à série uma pontuação média ponderada de 73 em 100 com base em 40 críticos.
Escrevendo para o The Guardian, Rebecca Nicholson deu à série cinco de cinco, descrevendo-a como "uma televisão verdadeiramente fantástica", retratando a experiência dos pilotos "tão emocionante quanto terrível".  No entanto, no i, Emily Baker avaliou a minissérie em dois de cinco, descrevendo-a como "a primeira grande decepção na TV de 2024". Baker critica o drama previsível e "estereotipado", a caracterização e o enredo limitados, e sugere que a série é "muito antiquada para competir com a TV de prestígio de hoje". 